# Мартон, Ева
Е́ва Ма́ртон, урожд. Ева Генрих (венг. Marton Éva; 18 июня 1943 (по другим сведениям — в 1939 году), Будапешт) — венгерская оперная певица.

## Жизнь и творчество
Ева Мартон училась пению у Эндре Рёслера и Енё Шипоша в будапештской Музыкальной академии Ференца Листа.
Дебютировала в партии Пилада в оперетте «Прекрасная Елена» Жака Оффенбаха во время летнего фестиваля на острове Маргит. Официальный оперный дебют Мартон состоялся в 1968 году в Будапештской государственной опере — в партии Шемаханской царицы в опере «Золотой петушок». Позднее в Будапештской опере с большим успехом исполнила партию вавилонской царицы в опере Отторино Респиги «Семирамида».
В 1972—1977 годах певица служит в оперном театре Франкфурта-на-Майне. Исключительно одарённая вокалистка, Е. Мартон с успехом гастролирует на лучших оперных сценах мира — в Париже, Лондоне, Берлине, Нью-Йорке, Милане, Вене, Мюнхене, Штутгарте, Буэнос-Айресе, Чикаго, Сан-Франциско, Цюрихе, Гамбурге и др.
Выступала как с лирическим репертуаром (произведения Моцарта, У. Джордано), так и в драматических партиях в операх Дж. Пуччини, Р. Вагнера, Р. Штрауса.
В 1977—1978 годах на Вагнеровском фестивале в Байрёйте Мартон исполняла партию Венеры в «Тангейзере». В 1986 году во время постановки оперы «Тоска» в нью-йоркской Метрополитен-опере Е. Мартон получила травму челюсти, однако продолжила выступление. В 1986 году Е. Мартон вместе с солисткой Донецкого национального академического театра оперы и балета им. А. Б. Соловьяненко Людмилой Шемчук пела в опере А. Понкъелли «Джоконда» в Венской государственной опере. Знаменитый испанский оперный певец и дирижёр Пласидо Доминго, который исполнял в спектакле партию Энцо, в мемуарах «Мои первые сорок лет» отмечает, что «Ева Мартон была великолепной Джокондой». Он также вспоминает, как 3 марта 1979 года в Вене дирижировал спектаклем «Трубадур» Джузеппе Верди, «в котором очень интересную трактовку образа Леоноры дала Ева Мартон», и высказывает мнение, «что у Евы лучший вердиевский голос среди молодых певиц».
С 2005 года Е. Мартон — руководитель факультета пения в Музыкальной академии Ференца Листа, с 2006 профессор пения там же.

## Награды
- 1980 — Певица года, награждена в Милане «Серебряной розой».
- 1997 — Премия Кошута; присвоено звание почётного члена Венской государственной оперы.

## Партии в операх (избранное)
- Прекрасная Елена (Жак Оффенбах) — Пилад (1968, Открытая сцена острова Маргит);
- Мадам Баттерфляй — Кэт Пинкертон (1968, Открытая сцена острова Маргит);
- Гамлет (Шандор Соколаи) — актриса, играющая королеву (разговорная роль, 1968, Венгерский государственный оперный театр; официальный дебют);
- Золотой петушок — Шемаханская царица (1968);
- Золото Рейна — Фрейя (1969);
- Дон Карлос — голос с небес (1969);
- Манон Леско — Манон Леско (1969);
- Хари Янош (Золтан Кодай) — Мария-Луиза (1969, Подвижные игры в Сегеде);
- Свадьба Фигаро — графиня Розина Альмавива (1969);
- Валькирия — Герхильда (1970);
- Роделинда — Роделинда (1970);
- Тоска — Флория Тоска (1970);
- Цыганский барон — Саффи (1970);
- Симон Бокканегра — Амелия Гримальди (1971);
- Коронация Поппеи — Добродетель (1971);
- Евгений Онегин — Татьяна (1971);
- Фальстаф — миссис Алиса Форд (1972, Франкфурт-на-Майне);
- Вильгельм Телль — Матильда (1972, Флорентийский музыкальный май);
- Аттила — Одабелла (1972, Открытая сцена острова Маргит);
- Дон Жуан — Донна Анна (1973, Франкфурт-на-Майне);
- Дон Карлос — Елизавета Валуа (1974, Брюссель);
- Женщина без тени — императрица (1974, Франкфурт-на-Майне);
- Сила судьбы — Леонора (1974, Франкфурт-на-Майне);
- Гибель богов — Третья Норна (1975, Франкфурт-на-Майне);
- Летучая мышь — Розалинда (1975);
- Нюрнбергские мейстерзингеры — Eвa (1975, Вена);
- Валькирия — Зиглинда (1976, Марсель);
- Бал-маскарад — Амелия (1976, Франкфурт-на-Майне);
- Аида — Аида (1977, Брюссель);
- Отелло (Верди) — Дездемона (1977, Франкфурт-на-Майне);
- Тангейзер — Венера; Елизавета (1977, Байрёйтский фестиваль);
- Замок герцога Синяя Борода — Юдифь (1978, Милан);
- Электра — Хрисофемида (1979, Нью-Йорк);
- Лоэнгрин — Эльза Брабантская (1979, Буэнос-Айрес);
- Андре Шенье — Мадлен де Куаньи (1979, Чикаго);
- Ариадна на Наксосе — Примадонна/Ариадна (1980, Женева);
- Фиделио  — Леонора (1981, Токио);
- Елена Египетская —  Елена (1981, Мюнхен)
- Семирамида (1990)
- Саломея (1990)
- Турандот.